# Marcos Soares Tatagiba
Marcos Soares Tatagiba (* 9. März 1963 in Vitória, Brasilien) ist ein brasilianischer Mediziner und Universitätsprofessor.

## Leben
Marcos Tatagiba kam nach Deutschland nach dem Abschluss seines Medizinstudiums in Rio de Janeiro. Seit 1987 war er in der Neurochirurgischen Klinik in Hannover bei Madjid Samii tätig.
Er habilitierte 1995 nach einem Forschungsaufenthalt in Zürich an der Medizinischen Hochschule Hannover (MHH). 
- 1998 bis 2002 Oberarzt an der MHH
- Seit 2000 leitender Oberarzt sowohl der MHH als auch des neu gegründeten International Neuroscience Institute (INI), Hannover.
- Seit Oktober 2002 Stellvertretender Direktor der Neurochirurgischen Universitätsklinik Freiburg i. Br. (Direktor Josef Zentner)
- Seit September 2003 Ärztlicher Direktor der Neurochirurgischen Universitätsklinik Tübingen
- Seit 2001 Gastprofessur am Affiliated Jiangyin Hospital of the Southeast University School of Medicine in China
- 2003 Gastprofessor an der Wayne State University in Detroit/Illinois

2006 nahm Tatagiba zusammen mit dem Projektleiter Frank Duffner den Innovationspreis des Bundesministeriums für Bildung und Forschung für das Projekt "Neuro-Comrade" entgegen.

## Schriften
- Zur Regeneration des axotomierten Nervus cochlearis der adulten Ratte, Hannover, Med. Hochsch., Habil.-Schr., 1997
- Samii's Essentials in Neurosurgery: Madjid Samii's Heritage, Berlin, Springer, 2007, ISBN 978-3-540-49249-8
- Combining Neuroscience with Neurosurgery: 1st International Symposium on Cognitive Neurosurgery, Knirsch, 2007, ISBN 978-3-927091-75-7